# Quadrastichus artemisiphilus
Quadrastichus artemisiphilus är en stekelart som beskrevs av Graham 1991. Quadrastichus artemisiphilus ingår i släktet Quadrastichus och familjen finglanssteklar.
Artens utbredningsområde är:
- Italien.
- Sverige.

Arten är reproducerande i Sverige. Inga underarter finns listade i Catalogue of Life.